# Nymarxism
Nymarxism eller neomarxism är ett begrepp för att beteckna ett flertal marxistiska åskådningar som växte fram under mellankrigstiden och som utan att acceptera Karl Marx och Friedrich Engels grundsyn likväl mottog starka influenser från de båda.
Främst används det om austromarxismen som med sina ledare Otto Bauer och Max Adler stod på rent marxistisk grund, men även hämtade drag från kantianismen.
En mot Marx mer kritiskt inställd åskådning var den inom den tyska socialdemokratin verkande gruppen för vilka Sozialistische Monatshefte var språkrör. Den svenske socialdemokraten Nils Karleby var starkt influerad av denna grupp.
Andra grupper utgick från syndikalismen. 